# Stizocera plicicollis
Stizocera plicicollis är en skalbaggsart som först beskrevs av Ernst Friedrich Germar 1824. Stizocera plicicollis ingår i släktet Stizocera och familjen långhorningar.
Artens utbredningsområde är:
- Panama.
- Surinam.
- Uruguay.
- Venezuela.

Inga underarter finns listade i Catalogue of Life.